# Edvin Lindh
Edvin Lindh (* 24. Mai 2000) ist ein schwedischer Radrennfahrer, der sich im Mountainbikesport auf die Disziplin Cross-Country Eliminator (XCE) spezialisiert hat.

## Sportlicher Werdegang
Lindh wuchs in Härnösand auf, zusammen mit seinen Brüdern Axel und Vilgot, die ebenfalls Radsport betrieben. 2015 gewann er die schwedischen Jugendmeisterschaften im Eliminator und nahm bereits 2017, mit 17 Jahren, am Weltcup dieser Disziplin teil.
2019 gewann Lindh seinen ersten schwedischen Meistertitel in der Elite, dem mehrere weitere folgten, 2022 vor seinem älteren Bruder Axel. Einige Monate später starb sein Zwillingsbruder Vilgot plötzlich und unerwartet an einem vererbten Herzfehler. Edvin unterzog sich ärztlichen Untersuchungen, konnte den Sport aber fortsetzen.
2024 intensivierte Lindh sein sportliches Pensum, unterstützt durch ein Stipendium des Schwedischen Sportverbands. In der Folge gewann er zwei Rennen sowie die Gesamtwertung des Eliminator-Weltcups 2024. Im Jahr darauf wurde er Weltmeister seiner Disziplin. Lindh betreibt seinen Sport parallel zu einem Studium der Gesundheits- und Sportwissenschaften an der Hochschule Dalarna in Falun.

## Erfolge
2019
 Schwedischer Meister – XCE
2021
 Schwedischer Meister – XCE
2022
 Schwedischer Meister – XCE
2024
Weltcup-Gesamtwertung und zwei Erfolge – XCE
2025
 Weltmeister – XCE